# تنشو (دوره هی‌آن)
تنشو (به ژاپنی: 天承 Tenshō) نام یک عصر تاریخی ژاپنی (نِنگُو) بود. این عصر بعد از دایجی و قبل از چوشو قرار داشت و از ۱۱۳۱ تا اوت ۱۱۳۲ میلادی به طول انجامید. در طی این عصر امپراتور سوتوکو، امپراتور ژاپن بود.